# 阿迪拉巴德县
阿迪拉巴德县，为印度特伦甘纳邦（原属安得拉邦）的一个县。行政中心位于阿迪拉巴德镇。总面积4153 km²，总人口708,972人。